# Villeneuve-Renneville-Chevigny
Villeneuve-Renneville-Chevigny és un municipi francès, situat al departament del Marne i a la regió del Gran Est. L'any 2007 tenia 299 habitants.

## Demografia

### Població
El 2007 la població de fet de Villeneuve-Renneville-Chevigny era de 299 persones. Hi havia 112 famílies, de les quals 20 eren unipersonals (8 homes vivint sols i 12 dones vivint soles), 40 parelles sense fills, 48 parelles amb fills i 4 famílies monoparentals amb fills.
La població ha evolucionat segons el següent gràfic:
Habitants censats

### Habitatges
El 2007 hi havia 127 habitatges, 117 eren l'habitatge principal de la família, 6 eren segones residències i 4 estaven desocupats. Tots els 127 habitatges eren cases. Dels 117 habitatges principals, 107 estaven ocupats pels seus propietaris, 8 estaven llogats i ocupats pels llogaters i 2 estaven cedits a títol gratuït; 2 tenien dues cambres, 6 en tenien tres, 25 en tenien quatre i 84 en tenien cinc o més. 109 habitatges disposaven pel capbaix d'una plaça de pàrquing. A 48 habitatges hi havia un automòbil i a 57 n'hi havia dos o més.

### Piràmide de població
La piràmide de població per edats i sexe el 2009 era:
| Homes | Edats   | Dones |
| ----- | ------- | ----- |
| 0     | 95 o +  | 0     |
| 0     | 90 a 94 | 0     |
| 4     | 85 a 89 | 0     |
| 0     | 80 a 84 | 0     |
| 8     | 75 a 79 | 12    |
| 4     | 70 a 74 | 0     |
| 12    | 65 a 69 | 12    |
| 12    | 60 a 64 | 4     |
| 0     | 55 a 59 | 4     |
| 12    | 50 a 54 | 4     |
| 12    | 45 a 49 | 24    |
| 20    | 40 a 44 | 8     |
| 4     | 35 a 39 | 16    |
| 8     | 30 a 34 | 4     |
| 8     | 25 a 29 | 12    |
| 8     | 20 a 24 | 8     |
| 8     | 15 a 19 | 12    |
| 8     | 10 a 14 | 24    |
| 4     | 5 a 9   | 8     |
| 8     | 0 a 4   | 4     |

## Economia
El 2007 la població en edat de treballar era de 201 persones, 159 eren actives i 42 eren inactives. De les 159 persones actives 148 estaven ocupades (87 homes i 61 dones) i 11 estaven aturades (2 homes i 9 dones). De les 42 persones inactives 16 estaven jubilades, 13 estaven estudiant i 13 estaven classificades com a «altres inactius».

### Ingressos
El 2009 a Villeneuve-Renneville-Chevigny hi havia 122 unitats fiscals que integraven 319 persones, la mediana anual d'ingressos fiscals per persona era de 20.063 €.

### Activitats econòmiques
Dels 9 establiments que hi havia el 2007, 4 eren d'empreses de construcció, 1 d'una empresa de comerç i reparació d'automòbils, 2 d'empreses d'hostatgeria i restauració, 1 d'una empresa immobiliària i 1 d'una entitat de l'administració pública.
Dels 3 establiments de servei als particulars que hi havia el 2009, 1 era una lampisteria, 1 electricista i 1 restaurant.
L'any 2000 a Villeneuve-Renneville-Chevigny hi havia 41 explotacions agrícoles que ocupaven un total de 1.239 hectàrees.

## Poblacions més properes
El següent diagrama mostra les poblacions més properes.